# Georges Darboy
Georges Darboy (Fayl-Billot, 16 dicembre 1813 – Parigi, 24 maggio 1871) è stato un arcivescovo cattolico francese.

## Biografia
Ordinato sacerdote nel 1836, fu per breve tempo vicario di Notre-Dame a Saint-Dizier e professore al seminario maggiore di Langres; nel 1845 raggiunse monsignor Affre a Parigi; dapprima sacerdote ausiliario nella Casa dei Carmelitani ed elemosiniere del Lycée Henri-IV, fu presto promosso canonico della cattedrale di Notre-Dame, a vicario generale e arcidiacono di Saint-Denis, prima di essere nominato protonotario apostolico. Repubblicano convinto, Darboy accolse con entusiasmo la Seconda Repubblica nel 1848. Nel 1859 fu eletto vescovo di Nancy, grazie all'appoggio degli ambienti gallicani, dove, durante i tre anni in cui ebbe la responsabilità della diocesi, s'interessò specialmente alle questioni dell'istruzione, istituì la scuola San Leopoldo, ampliò il seminario maggiore e scrisse (1862) la sua celebre lettera Sulla necessità dello studio.
Trasferito per un decreto imperiale del 10 gennaio 1863 all'arcidiocesi di Parigi, vacante per la morte del cardinal Morlot, consacrò quello stesso anno la Cattedrale di Notre-Dame, completamente restaurata, e fu insignito dei titoli di Grande elemosiniere di Francia, di Senatore e di Consigliere imperiale. La politica romana di Napoleone III (di cui fu il Grande Elemosiniere e che sostenne con fermezza contro l'ostilità di gran parte dell'opinione cattolica e del clero sensibile alle tesi ultramontane), lo condusse al Senato nel 1864.
Benché gli mancassero l'indipendenza di monsignor Affre, la competenza amministrativa di monsignor Sibour e l'affabilità del cardinal Morlot, Darboy fu un prelato istruito, coscienzioso e rispettato. Con l'aiuto di uomini quali Buquet, Isoard, Langénieux, Meignan e Foulon, donò nuovo impulso all'amministrazione che era stata un poco trascurata nella sua vecchiaia del suo predecessore.
Allorché il clero francese passava sempre più dalla parte dell'ultramontanismo, Darboy restò uno degli ultimi gallicani, il che gli impedì di ricevere la berretta cardinalizia e gli fruttò anzi una reprimenda da parte del Papa contenuta in una lettera privata pubblicata per errore. Gli si rimproverava di mostrarsi più ossequioso del dovuto alle voci imperiali e di adottare contro le esenzioni dei religiosi un'attitudine che la Santa Sede (1869) lo costrinse ad abbandonare. Fu la ragione principale che lo indusse, durante il Concilio Vaticano I a schierarsi con la minoranza che considerava inopportuna la definizione del dogma dell'infallibilità papale. Le sue motivazioni erano di natura più politica che teologica. Darboy fu tra coloro che pensarono a un intervento diplomatico per mettere fine a queste difficoltà. Lasciò Roma prima del voto finale del 18 luglio 1870 esprimendo dichiarazioni che ritratterà qualche mese dopo la definizione del dogma, che finirà per sottoscrivere.
Durante l'assedio di Parigi Darboy si comportò da vero pastore e guadagnò l'ammirazione di tutti. Arrestato il 4 aprile 1871, per ordine della Comune di Parigi e incarcerato nella prigione di Mazas, tutti gli sforzi dei suoi amici non riuscirono a salvarlo, perché il governo di Versailles aveva rifiutato tutte le trattative della Comune, in particolare lo scambio con Blanqui. Fu fucilato come ostaggio durante la Settimana di sangue, il 24 maggio, alla prigione della Roquette e morì benedicendo i suoi assassini. Dopo la Comune, recuperate le spoglie da una fossa comune, furono celebrati per lui e per gli altri ostaggi i funerali di stato, e la salma inumata nella cattedrale di Notre-Dame. 
La cella della sua detenzione e il muro dove fu fucilato sono conservati dall'inizio del XX secolo nella cripta della grande cappella del seminario di San Sulpizio d'Issy-les-Moulineaux.

## Genealogia episcopale e successione apostolica
La genealogia episcopale è:
- Cardinale Scipione Rebiba
- Cardinale Giulio Antonio Santori
- Cardinale Girolamo Bernerio, O.P.
- Arcivescovo Galeazzo Sanvitale
- Cardinale Ludovico Ludovisi
- Cardinale Luigi Caetani
- Cardinale Ulderico Carpegna
- Cardinale Paluzzo Paluzzi Altieri degli Albertoni
- Papa Benedetto XIII
- Papa Benedetto XIV
- Papa Clemente XIII
- Cardinale Giovanni Francesco Albani
- Cardinale Carlo Rezzonico
- Cardinale Antonio Dugnani
- Arcivescovo Jean-Charles de Coucy
- Cardinale Gustave-Maximilien-Juste de Croÿ-Solre
- Vescovo Charles-Auguste-Marie-Joseph Forbin-Janson
- Cardinale François-Nicholas-Madeleine Morlot
- Arcivescovo Georges Darboy

La successione apostolica è:
- Vescovo Louis-Charles Buquet (1863)

## Opere
Darboy fu l'autore delle opere seguenti:
- Œuvres de saint Denys l'Aréopagite, tradotte dal greco (Parigi, 1845);
- Les femmes de la Bible   (Parigi, 1846-1849);
- Les saintes femmes  (Parigi, 1850);
- Lettres à Combalot  (Parigi, 1851);
- Jérusalem et la Terre Sainte  (Parigi, 1852);
- L'imitation de Jésus-Christ, traduction nouvelle  (Parigi, 1852);
- Statistique religieuse du diocèse de Paris  (Parigi, 1856);
- Saint Thomas Becket  (Parigi, 1858).

Collaborò come corrispondente (1847-1855) e fu per un anno (1850) direttore del Moniteur Catholique.